# طير في السما (فلم)
طير في السما فيلم مصري من إنتاج عام 1988، من بطولة إيمان البحر درويش وآثار الحكيم، تأليف شريف المنباوي وإخراج حسام الدين مصطفى.

## قصة الفيلم
يسكن حسن (إيمان البحر درويش) مدرس الموسيقى الشاب في إحدى المقابر، ولا يجد مجالا لتحقيق طموحاته كمطرب، تصل إلى القاهرة جينا (آثار الحكيم) ابنة الملياردير المصري عصمت المقيم في أمريكا، لزيارة قبر والدتها، تقابل حسن؛ وتأمر سكرتيرها بأن يشتري فورا شقة تمليك لحسن، يرفض حسن هذا العرض، تقع ابنة الملياردير في مأزق حين تهاجمها أزمة حادة في الكلى ويصر الأطباء على ضرورة العثور على شخص يتبرع بإعطائها كليته، لكى يمكن إجراء العملية فورا، يتقدم السكرتير بالتبرع بكليته، ولكن الفحوص الطيبة تثبت أن العملية خطر عليه، يرحب حسن التبرع بكليته لأنه كان يرتبط بقصة حب مع فتاة اسمها صفاء والتي تصر على تركه لظروفه المادية الصعبة، لكي تتزوج بعريس غني، يكتشف أن خطيبته مصرة على الزواج بالعريس الغني، يحافظ حسن على وعده لعصمت ويسافر معه إلى أمريكا لإجراء العملية هناك، في أمريكا تثور غيرة السكرتير الذي يتضح أنه كان طامعا في ابنة الملياردير، يدبر المكائد لإفساد علاقة الحب التي بدأت تتضح بين حسن وجينا، يحاول إقناع حسن بأن جينا لا تحبه، وأن كل ما يهمها هو الفوز بكليته، في نفس القوت يحاول إقناع جينا بأن حسن لا يحبها وإنما اتخذها سلما للوصول إلى أمريكا، وتصل مكائده إلى الذروة حين يضع تحاليله الطبية مكان تحاليل حسن السليمة، وبعد فترة تكتشف لعبة السكرتير، وتجري جينا العملية وتنجح، تتزوج جينا وحسن، يتبرع عصمت ببناء مسشفى لمرض الفشل الكلوى.

## طاقم التمثيل
- إيمان البحر درويش
- آثار الحكيم
- سمير غانم
- عماد محرم
- دلال عبد العزيز
- أحمد بدير
- علي جوهر
- حسني أباظة
- آمال شريف
- سامي عطايا
- ثروت عوض
- عادل السويفي
- عائشة الكيلاني
- مطاوع عويس

## فريق العمل
- إخراج: حسام الدين مصطفى
- قصة وسيناريو وحوار: شريف المنباوي
- إنتاج: سولي فيلم (عماد محرم)
- توزيع داخلي: شركة أفلام النصر
- توزيع خارجي: أفلام البلجون
- مونتاج: فكري رستم
- موسيقى تصويرية: مجدي الحسيني
- ألحان: فاروق الشرنوبي
- تصوير: حسام الدين مصطفى
- مدير التصوير: علي خير الله

## الأغاني
- طير في السما

تأليف: عوض بدوي، توزيع: عماد الشاروني
كلمات أغنية انا طير في السما
انا طير في السما بعشق بالومى
عاش قلبي ونما من غير نمنمه
و بسيط انما عايش ملحمه
يعيش له سمه وينول اوسمه
و يبعتر شوق من غير لملمه
انا طير طيار عديت اسوار
حطمت جدار ونزلت بحار
و طلعت نهار من ليل جبار
ده العمر عمار في القلب خضار
مش عين في الجنه وعين في النار
ولا تحزن يوم لأ متبسمه
انا طير في السما باعشق بالومى
انا طير وبطير بجناحي امير
و استنى واسير ولا كنت اسير
و ان عمري اصير انا قلبي كبير
وسيع مشاوير وقليل وكتير
ولا يعشق غير النور والخير
و يخاف ان سهم اليأس رماه
انا طير في السما بعشق بالومى
عاش قلبي ونما من غير نمنمه
وبسيط انما عايش ملحمه
يعيش له سمه وينول اوسمه
و يبعتر شوق من غير لملمه
- أشيلك يا ضنايا

تأليف: علي محمدي، توزيع: عماد الشاروني
- مكتوب لي أغنيلك

تأليف: هاني شحاتة، توزيع: عماد الشاروني

## وصلات خارجية
- مقالات تستعمل روابط فنية بلا صلة مع ويكي بيانات

- صفحة الفيلم على موقع السينما